# بوب مورتيمر
بوب مورتيمر (بالإنجليزية: Bob Mortimer)‏ (16 مارس 1908 ببولتن في المملكة المتحدة - 26 يونيو 1965 ببولتن في المملكة المتحدة) هو لاعب كرة قدم بريطاني (وحمل سابقاً جنسية المملكة المتحدة لبريطانيا العظمى وأيرلندا) في مركز الهجوم. لعب مع بلاكبيرن روفرز وبولتون واندررز ونادي أكرينغتون ستانلي ونادي برينتفورد ونادي بورتسموث ونادي بورنموث ونادي نورثامبتون تاون ونادي يورك سيتي ونادي بارو وليه جنيسيس ‏ وباك أب بورو ‏.